# Xinidium davisi
Xinidium davisi är en skalbaggsart som beskrevs av Yves Cambefort 1985. Xinidium davisi ingår i släktet Xinidium och familjen bladhorningar. Inga underarter finns listade i Catalogue of Life.